# Кудерметова, Вероника Эдуардовна
Верони́ка Эдуа́рдовна Кудерме́това (род. 24 апреля 1997, Казань) — российская теннисистка. Победительница одного турнира Большого шлема в парном разряде (Уимблдон-2025); победительница Итогового турнира WTA в парном разряде (2022); финалистка одного турнира Большого шлема в парном разряде (Уимблдон-2021); победительница 11 турниров WTA (из них два — в одиночном разряде); обладательница Кубка Билли Джин Кинг в составе сборной России (2021); бывшая вторая ракетка мира в парном разряде. Заслуженный мастер спорта России (2022).

## Биография
Отец Эдуард — хоккеист, двукратный чемпион России. После окончания игровой карьеры он плотно связан[уточнить] с теннисом. Младшая сестра Полина также теннисистка. Муж Вероники Кудерметовой Сергей Демёхин ранее играл сам, а позже помогал с тренировками Вере Звонарёвой; с пятнадцатилетия Кудерметовой он числился её тренером, а в 20[уточнить] пара оформила свои отношения документально.

### Начало карьеры
Юниорская карьера
На соревнованиях Юниорского тура ITF Кудерметова впервые сыграла в 2011 году. В апреле она выиграла первый трофей в одиночках и паре на турнире четвёртого класса в Израиле. До конца сезона она смогла выиграть ещё три титула в одиночном и два в парном разрядах на соревнованиях юниорского тура. В январе 2012 года на турнире первого класса в Пршерове (Чехия) ей удалось выйти в финал, в котором проиграла Белинде Бенчич. А в декабре они объединились в пару на турнире высшей градации в Мехико и доиграли там до финала. Последним сезоном в юниорах для Кудерметовой стал 2013 год. Начала его с выхода в одиночный парный финал на соревновании первого класса в Сан-Хосе (Коста-Рика). В мае удалось сыграть в финале турнира первого класса в Санта-Кроче (Италия), где россиянка снова проиграла Бенчич. В июне 2013 года Кудерметова достигла своего максимального юниорского рейтинга, заняв 22-ю строчку. 11 июля 2015 года в паре с Асланом Карацевым выиграла бронзу корейской Универсиады в миксте.
Начало взрослой карьеры

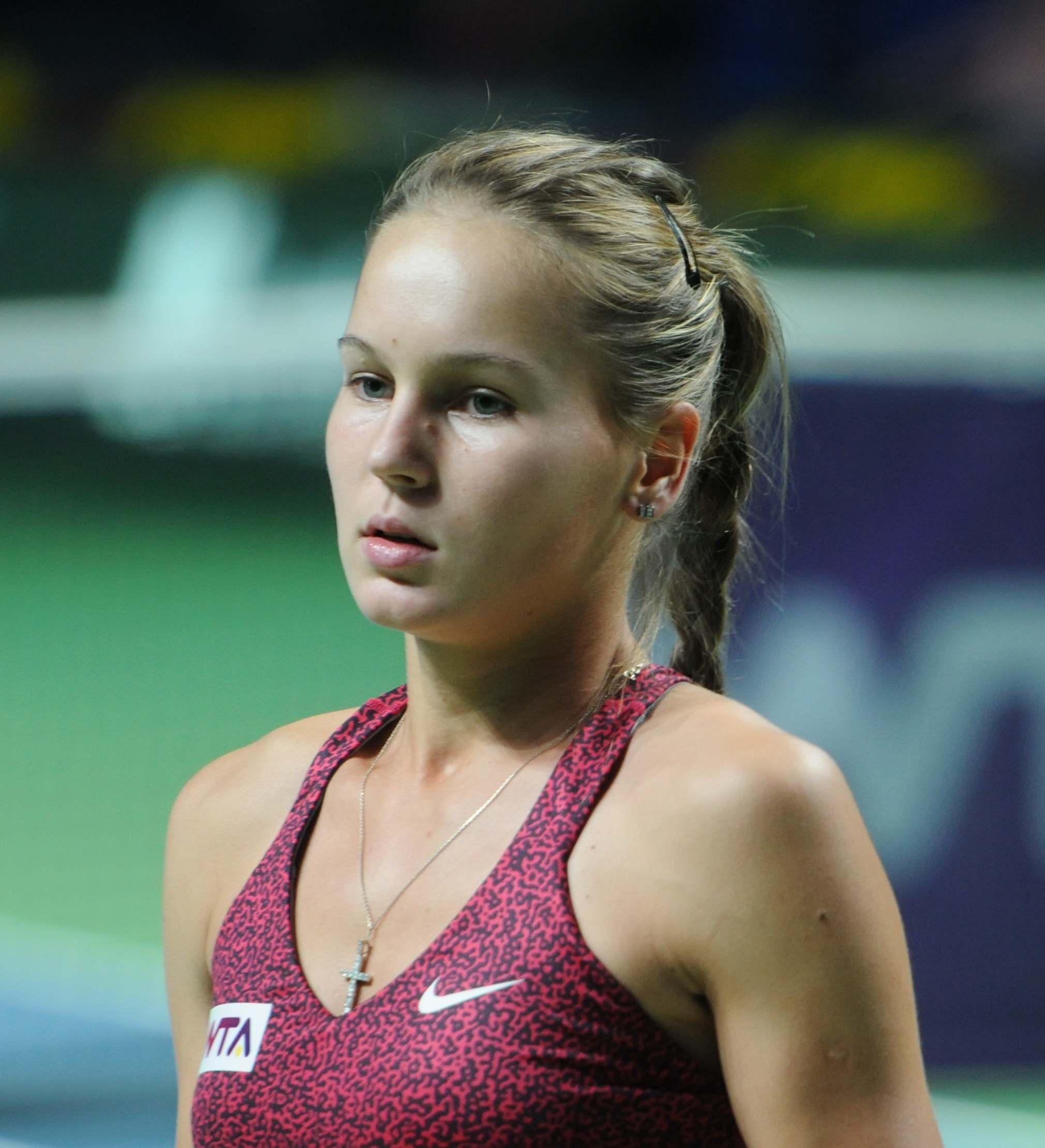
Кудерметова на Кубке Кремля 2014 года

Первые выступления на взрослом уровне пришлись на 2011 год. Кудерметова дебютировала в основной одиночной сетке взрослого турнира цикла ITF в марте 2012 года на 25-тысячнике в Москве, куда прошла через квалификацию, но уступила в первом круге основы. В мае на следующем подобном турнире случился успех: Вероника, пройдя квалификацию, в первом круге обыграла игрока топ-200 Екатерину Бычкову и в целом дошла до полуфинала, где уступила дорогу в финал Чагле Бююкакчай. Следующий прорыв случился в июне 2013 года на 25-тысячнике в Ленцерхайде, где Вероника в паре с Дианой Марцинкевич сумела пройти в финал, но выиграть турнир они не смогли. Первый титул Вероники в карьере был взят через неделю в парах на 10-тысячнике в казахстанском Шымкенте в альянсе с Маргаритой Лазаревой, а через три недели Вероника выиграла первый парный 50-тысячник в Казани: помогла ей в этом Евгения Родина. В одиночном разряде на этом турнире Кудерметова дошла до полуфинала, где не смогла одолеть Валентину Ивахненко. К концу сезона Вероника закрепилась в топ-700 одиночного рейтинга.
В январе 2014 года Кудерметова впервые была вызвана в национальную сборную в Кубке Федерации на матч против сборной Австралии. Она сыграла один матч против теннисистки из топ-20 Саманты Стосур и взяла у неё только четыре гейма в первом сете. В марте на 10-тысячнике ITF в Казахстане Кудерметова смогла выиграть первый взрослый титул в одиночном разряде. В октябре в альянсе с Евгенией Родиной она получила уайлд-кард на Кубок Кремля в Москве и, таким образом, дебютировала в WTA-туре. Российский дуэт выиграл стартовый матч, пройдя в четвертьфинал. Также на Кубке Кремля Кудерметова провела первый квалификационный отбор в одиночную сетку турнира WTA и смогла там выиграть один матч. За 2015 год она выиграла два парных 25-тысячника и вышла в финал одного одиночного, завершив сезон в топ-400 одиночного рейтинга.
В 2016 году Кудерметова выиграла на 25-тысячниках уже два титула в одиночках и четыре в паре. В мае в паре с Нателой Дзаламидзе удалось выйти в полуфинал турнира WTA в Нюрнберге. 30 октября 2016 года Вероника Кудерметова в паре с Александрой Поспеловой завоевали титул в парном разряде на 50-тысячнике из цикла ITF, прошедшем в китайском городе Лючжоу. В ноябре в команде с Нателой Дзаламидзе удалось выиграть парный приз на турнире в Тайбэе, который прошёл в рамках младшей серии WTA 125. В конце года в парном рейтинге россиянка впервые вола в первую сотню.
В 2017 году рейтинг Кудерметовой позволил все чаще играть квалификации на турниры основного тура. За сезон она попыталась пройти в одиночную сетку через отбор на все четыре турнира серии Большого шлема, однако смогла в них выиграть лишь один матч из пяти проведенных. В парном разряде результаты были более заметными. Находясь в первой сотне она играла матчи на основных турнирах и в начале сезона дважды вышла в полуфинал с Нателой Дзаламидзе (в Шэньчжэне и Куала-Лумпуре). В апреле в альянсе с Ипек Сойлу получилось выиграть 50-тысячник ITF в Стамбуле. В мае вновь в паре с Дзаламидзе состоялся дебют в парной сетке серии Большого шлема на Открытом чемпионате Франции, а в июне был выигран 100-тысячник на соревновании в Марселе. После этого успеха дуэт из России успешно прошёл квалификацию на Уимблдонский турнир, где вышел во второй раунд. В июле Дзаламидзе и Кудерметова выиграли 100-тысячник ITF в Астане. В сентябре уже в партнёрстве с Анной Блинковой был выигран парный приз 100-тысячника из цикла ITF в Санкт-Петербурге. В концовке сезона Вероника второй год подряд смогла выиграть турнир младшей серии WTA 125 в Тайбэе, разделив свой успех на этот раз с Ариной Соболенко из Беларуси. Отличные результаты в парном разряде позволили Кудерметовой финишировать на 58-м месте итогового парного рейтинга 2017 года, в то время как в одиночном она находилась в третьей сотне.

### 2018—2019 (топ-50 в одиночках и первый титул WTA в парах)

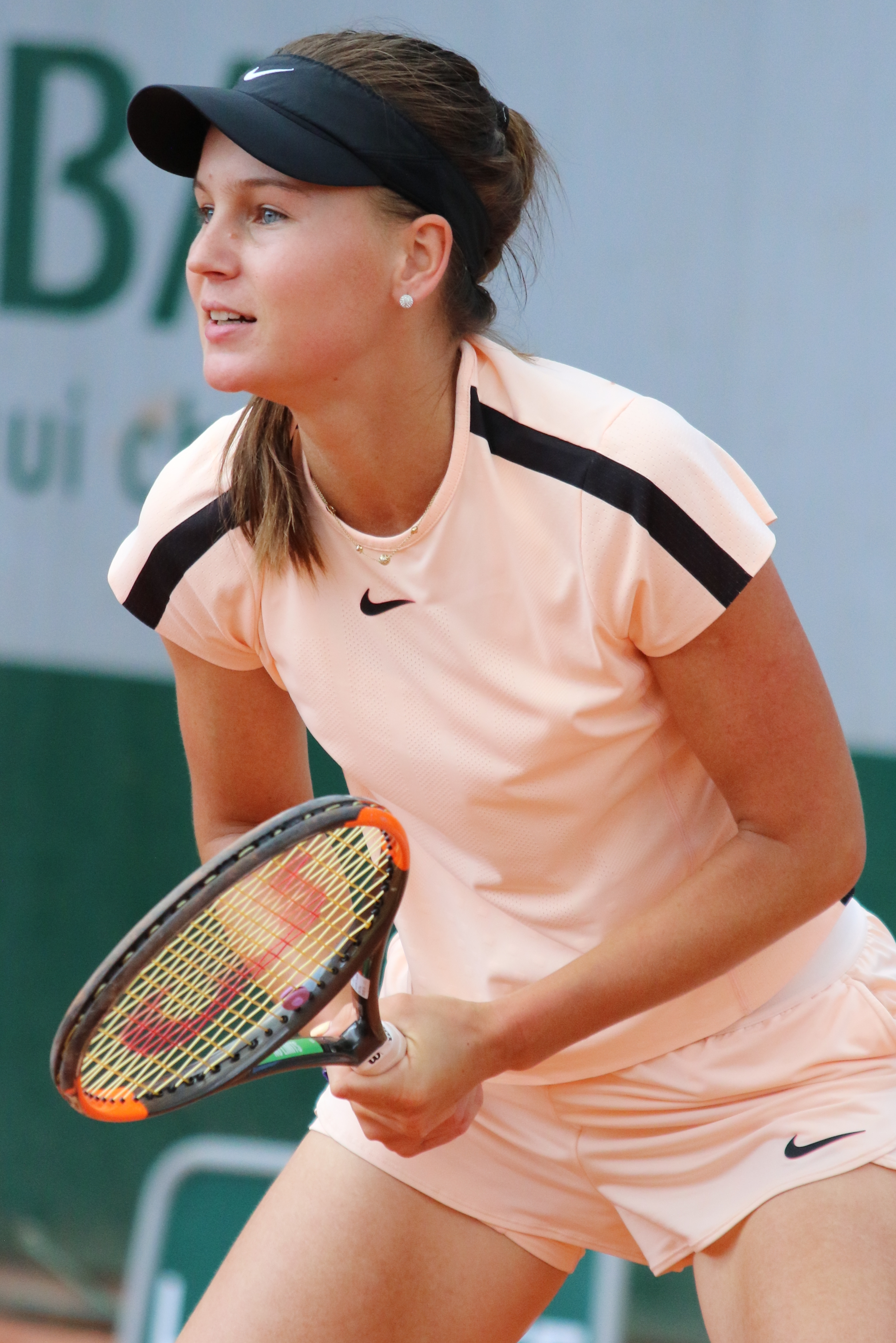
Кудерметова на Ролан Гаррос 2018 года

С 2018 года Кудерметова постепенно подтягивает уровень выступлений и в одиночном разряде. Хотя за сезон она выиграла индивидуально только 25-тысячник ITF в Японии, на крупных турнирах она играет всё чаще. В апреле она выступила на грунтовом турнире Премьер-серии в Штутгарте, пройдя три раунда квалификации. В первом раунде Вероника одержала победу над Карлой Суарес из топ-30, а затем уступила шестой ракетке мира Каролине Плишковой. В отборе на Ролан Гаррос Кудерметова впервые дошла до финала квалификации, однако проиграла матч за место в основной сетке Барборе Крейчиковой. В июне она отобралась на травяной турнир в Хертогенбосе, где впервые в Туре вышла в четвертьфинал, обыграв Анетт Контавейт и соперницу по юниорам Белинду Бенчич.
Следующее попадание в основную сетку турнира WTA получилось добиться в июле 2018 года на грунтовом турнире в Гштаде, где с учётом квалификации было выиграно четыре матча подряд и был оформлен выход в 1/4 финала. В квалификациях на Большой шлем её второй год подряд преследовали неудачи и из трёх попыток пробиться в основную сетку она ни разу не смогла добиться успеха. В концовке сезона Кудерметова уже лучше проявила себя в парном разряде. В ноябре были выиграны два турнира младшей серии WTA 125: в Мумбаи (Индия) в паре с Дзаламидзе и в Лиможе (Франция) совместно с Воскобоевой.
В 2019 году Кудерметова подняла свой уровень и обосновалась в топ-50 одиночного рейтинга. На старте сезона она прошла квалификацию на турнир в Шэньчжэне, где выиграла у Ирины-Камелии Бегу и Анастасии Павлюченковой, а в 1/4 финала проиграла Вере Звонарёвой. Затем на Открытом чемпионате Австралии с восьмой попытки удалось пройти квалификацию на турнир Большого шлема. В дебютном матче на этом уровне она уступила американке Софии Кенин. С февраля Кудерметова стала игроком топ-100 и в одиночном разряде. В марте она выиграла самый крупны титул на тот момент, победив в турнире младшей серии WTA 125K в Гвадалахаре (Мексика), где в финале была обыграна Мария Боузкова из Чехии в двух сетах.
В апреле 2019 года на турнире в Чарлстоне в парном разряде совместно с соотечественницей Ириной Хромачёвой удалось дойти до парного финала, где они проиграли дуэту Анна-Лена Грёнефельд (Германия) и Алиция Росольская (Польша) в двух сетах. Через неделю Вероника сыграла ещё один парный финал на турнире в Лугано, на этот раз в альянсе с Галиной Воскобоевой. Там же в Лугано она доиграла до четвертьфинала в одиночном разряде. Затем в стадию 1/4 финала она вышла, начав с квалификации, на турнире в Стамбуле, где проиграла соотечественнице Маргарите Гаспарян. В мае на Премьер-турнире высшей категории в Мадриде Воскобоева и Кудерметова смогли выйти в парный полуфинал. В мае Вероника сыграла в четвертьфинале турнира в Нюрнберге, а затем на Открытом чемпионате Франции в первом раунде нанесла поражение бывшей первой ракетке мира Каролине Возняцки (0:6, 6:3, 6:3). Затем россиянка прошла Зарину Дияс и впервые сыграла в третьем раунде Большого шлема, где путь дальше для неё закрыла Кайя Канепи из Эстонии.
В июне 2019 года на турнире в Хертогенбосе Кудерметова вышла в полуфинал. На дебютном в основе Уимблдоне во втором раунде у россиянки взяла реванш Каролина Возняцки. Американский отрезок сезона на харде прошёл без сильных результатов. На Открытом чемпионате США проиграла в первом раунде Франческе Ди Лоренцо в двух сетах, но в конце турнира Кудерметова вошла в топ-50. В сентябре на турнире в Хиросиме удалось выйти в полуфинал. На турнире серии Премьер 5 в Ухане Кудерметова, начав с квалификации, добралась до четвертьфинала и впервые в карьере обыграла теннисистку из топ-10, выбив с турнира № 10 в мире на тот момент Белинду Бенчич (2:6, 6:3, 6:4). Главного результата в Ухане она добилась в парном разряде, взяв дебютный титул в основном туре в паре с китаянкой Дуань Инъин. В октябре на турнире в Тяньцзине был оформлен выход в полуфинал, а на Кубке Кремля в Москве выход в четвертьфинал и победа во втором раунде над № 4 в мире Элиной Свитолиной (6:2, 1:6, 7:5). По итогам сезона Кудерметовой удалось занять 41-е место в одиночном и 25-е в парном рейтингах.

### 2020—2021 (парный финал на Уимблдоне и победа в Кубке Билли Джин Кинг)

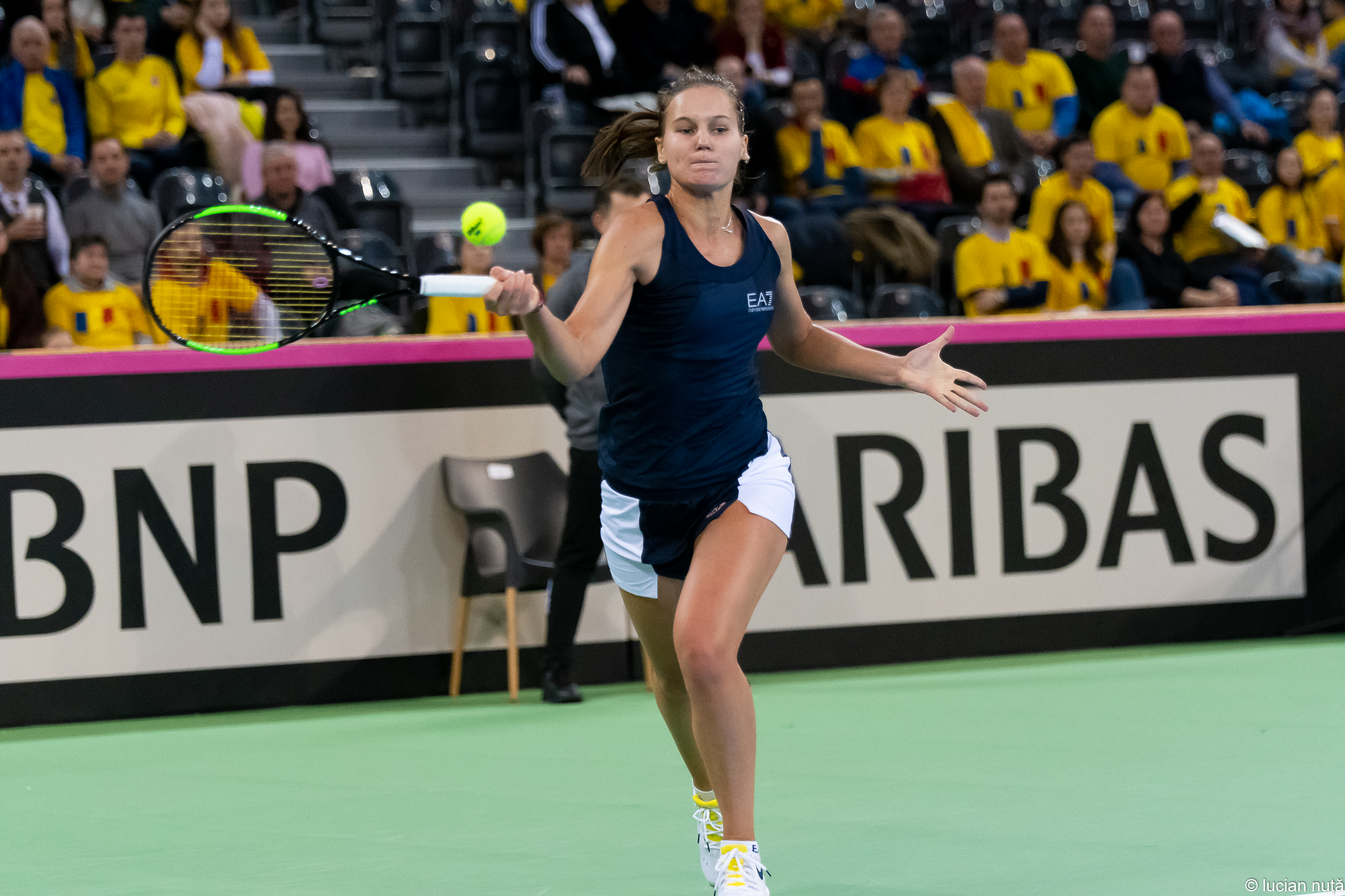
Кудерметова в матче за сборную России против Румынии

В январе 2020 года Кудерметова вышла в полуфинал турнира в Хобарте. Открытый чемпионат Австралии завершился в первом раунде поражением от Сары Соррибес. До перерыва сильных результатов показать не удалось. В августе, на перенесенном из Цинциннати в Нью-Йорк турнире, во втором раунде Вероника победила третью ракетку мира Каролину Плишкову (7:5, 6:4), но затем уступила Элизе Мертенс. На Открытом чемпионате США в первом раунде проиграла Иге Свёнтек. В парном разряде она выступила с Анной Блинковой и россиянке остановились в шаге от финала, проиграв на стадии 1/2 финала Вере Звонарёвой и Лауре Зигемунд. На Открытом чемпионате Франции, который был сыгран осенью Кудерметова во втором раунде проиграла Петре Мартич. На турнире в Остраве она во второй раз в сезоне обыграла Каролину Плишкову (4:6, 6:4, 6:3) и прошла в четвертьфинал. Последний раз сыграла в сезоне в ноябре на турнире в Линце, где прошла в четвертьфинал.
В январе 2021 года приняла участие в турнире серии WTA 500 в Абу-Даби, где впервые в карьере стала финалисткой турнира WTA-тура в одиночном разряде. В финале Кудерметова уступила белоруске Арине Соболенко в двух сетах. В четвертьфинале она смогла обыграть № 5 в мире Элину Свитолину в трёх сетах. На Открытом чемпионате Австралии впервые вышла в третий раунд, проиграв на этой стадии Симоне Халеп. В апреле Кудерметова смогла выиграть свой первый одиночный титул в туре, взяв его на Премьер-турнире в Чарлстоне. Россиянка выиграла, не проиграв ни сета, шесть матче подряд, в том числе в решающих стадиях у Слоан Стивенс, Паулы Бадоса и в финале у Данки Ковинич. На следующем для себя турнире в Стамбуле она доиграла до полуфинала, а в парном разряде выиграла главный приз в команде с Элизе Мертенс. В мае на крупном турнире в Мадриде была обыграна № 10 в мире Кики Бертенс (6:4, 6:3) во втором раунде, однако в третьем она уже сама проиграла Петре Квитовой. Затем в Риме она также вышла в третий раунд, а на Ролан Гаррос уступила во втором Катерине Синяковой.
Вторая часть сезона 2021 года в одиночном разряде прошла без сильных результатов, лишь на одном турнире (в сентябре в Чикаго) Кудерметова смогла выиграть более одного матча. Зато в парном разряде она смогла показать хороший уровень. На Уимблдонском турнире Вероника сыграла в дуэте с опытной Еленой Весниной. Их тандем смог выйти в финал, обыграв по пути в четвертьфинале в тяжелом матче на стадии 1/4 финала первых номеров посева Барбору Крейчикову и Катерину Синякову (6:7, 6:4, 9:7). В решающем матче российская пара проиграла третьем номерам посева Элизе Мертенс и Се Шувэй. Первый в карьере Кудерметовой финал Большого шлема позволил россиянке войти в топ-20 парного рейтинга. Летом Кудерметова сыграла на Олимпийских играх в Токио. И если в одиночном разряде она уже в первом раунде проиграла Гарбинье Мугурусе, то в парном разряде имела все шансы на медаль. В борьбе за выход в финал у Весниной и Кудерметовой взяли реванш за поражение на Уимблдоне чешки Крейчикова и Синякова, По итогу с Весниной был проигран матч за бронзу бразильской паре Лаура Пигосси и Луиза Стефани.
В октябре 2021 года Кудерматовой удалось в паре с Еленой Рыбакиной выйти в финал крупного турнира в Индиан-Уэлсе, где как и на Уимблдоне проиграли Элизе Мертенс и Се Шувэй. В концовке сезона Кудерметова сыграла за сборную России в финальном турнире Кубка Билли Джин Кинг. На групповой стадии она сыграла с Людмилой Самсоновой два парных матча и россиянки обе встречи выиграли. В полуфинале Кудерметова и Самсонова сыграли решающий парный матч при счёте 1-1 против сборную США и смогли обыграть Коко Вандевеге и Шелби Роджерс — 6:3, 6:3. В финале парного матча не потребовалось и россиянки завоевали командный кубок.

### 2022 год (1/4 на Ролан Гаррос и топ-10 в одиночках; победа на Итоговом турнире и № 2 в парах)

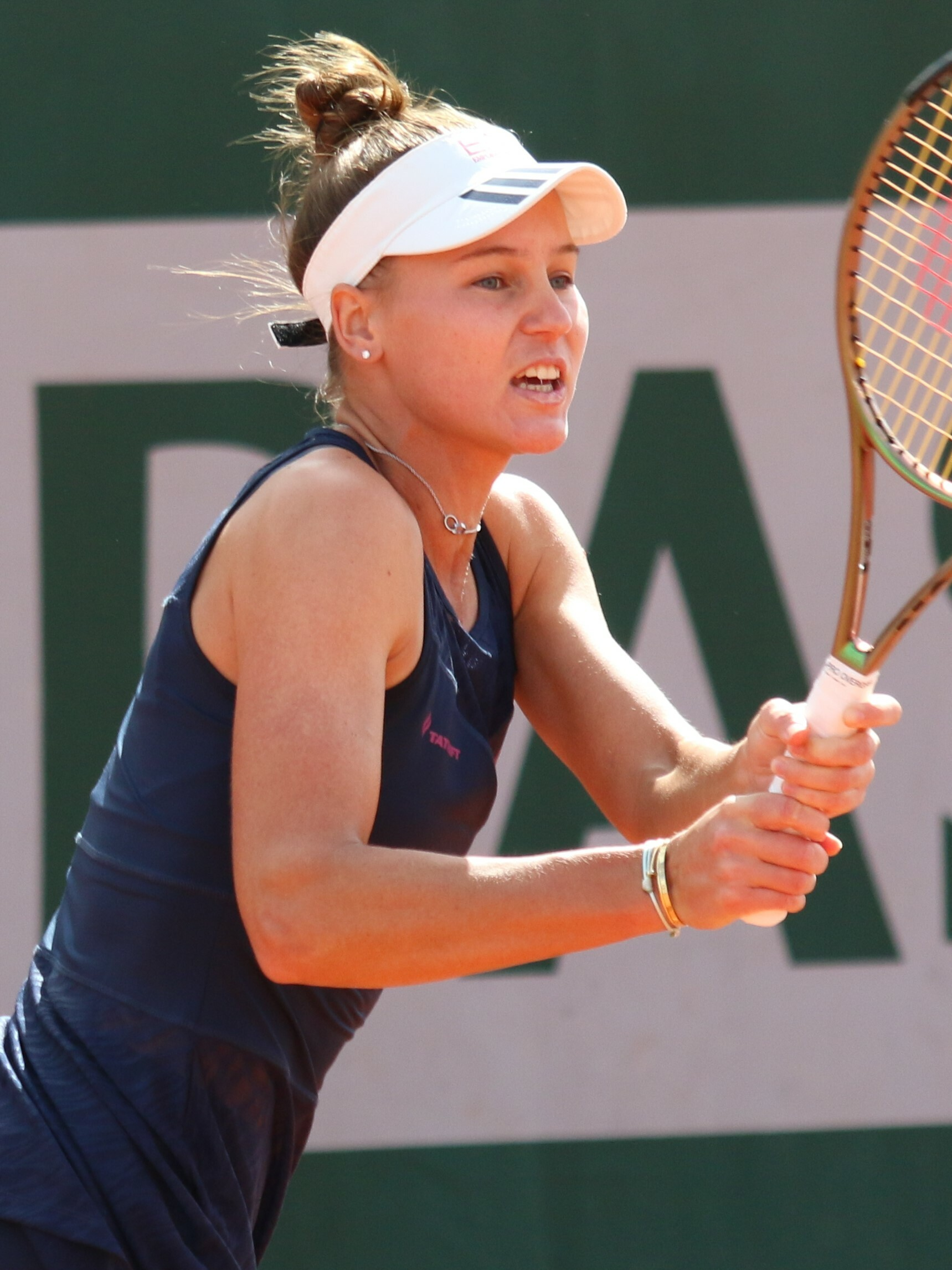
Кудерметова на Ролан Гаррос 2022 года

В 2022 году Кудерметова смогла достичь существенного прогресса. Стартовала в сезоне с выхода в финал турнира в Мельбурне, где проиграла Симоне Халеп. На Открытом чемпионате Австралии она доиграла до третьего раунда, в котором уступила Марии Саккари из Греции. В парном разряде она провела сезон в команде с Элизе Мертенс и на Открытом чемпионате Австралии они доиграли до полуфинала. После этого результата Кудерметова попала в топ-10 парного рейтинга. В феврале на турнире в Дубае она смогла обыграть Викторию Азаренко, № 7 Гарбинью Мугурусу и Джил Тайхман и затем попала в финал после отказа от полуфинальной игры Маркеты Вондроушовой. В решающем матче Вероинка не смогла одолеть Елену Остапенко. В парном разряде на этом турнире удалось также дойти до финала и взять титул в партнёрстве Элизе Мертенс. На турнире серии WTA 1000 в Дохе Кудерметова и Мертенс смогли доиграть до финала.
В марте в Индиан-Уэлсе Кудерметова впервые вышла в четвертьфинал турнира такого высокого уровня. На следующем крупном турнире в Майами она доиграла до четвёртого раунда, а в парном разряде совместно с Элизе Мертенс вышла в финал, в котором они проиграли Вере Звонарёвой и Лауре Зигемунд. После турнира в Майами Кудерметова стал четвёртой ракеткой мира в парном разряде. Грунтовую часть сезона россиянка начала в апреле с выхода в финал Стамбуле, где её переиграла Анастасия Потапова. В мае на турнире WTA 1000 в Риме в парном разряде сыграла в альянсе с Анастасией Павлюченковой и российская пара смогла выиграть титул, одолев в финале Габриэлу Дабровски и Гильяну Ольмос. На Открытом чемпионате Франции Кудерметова смогла впервые выйти в четвертьфинал Большого шлема в одиночном разряде. Пройдя в начальных раундах Чжу Линь и Александру Крунич, в третьем раунде она встретилась с № 4 в мире Паулой Бадосой и смогла пройти её после отказа испанки продолжить матч при счёте 6:3, 2:1 в пользу Вероники. В четвёртом раунде была обыграна Мэдисон Киз (1:6, 6:3, 6:1), а в дебютном четвертьфинале она проиграла соотечественнице Дарье Касаткиной (4:6, 6:7).
В июне были сыграны два турнира на траве. В Хертогенбосе Кудерметова вышла в полуфинал, обыграв в 1/4 финала Белинду Бенчич. В парном разряде с Мертенс удалось доиграть до финала. На турнире в Берлине в первом раунде удалось обыграть № 5 в мире Арину Соболенко (2:6, 7:5, 6:4). Затем, победив Самсонову, она вышла в 1/4 финала, где вновь сыграл с Бенчич, однако на этот раз проиграла. В июле в одиночном рейтинге удалось подняться в топ-20. С началом хардового отрезка сезона в августе Кудерметова сыграла на турнире в Сан-Хосе, на котором она смогла победить № 5 в мире Унс Джабир (7:6, 6:2) и выйти в полуфинал. На Открытом чемпионате США она впервые смогла выиграть матчи в одиночной сетке и пройти в четвёртый раунд, где у неё взяла реванш Унс Джабир. В сентябре на Премьер-турнире в Токио Кудерметова вышла в полуфинал. В октябре она отметилась полуфиналом на небольшом турнире в Монастире и в четвертьфинал на турнире серии Премьер 5 в Гвадалахаре, после чего вошла в первую десятку одиночного рейтинга, заняв девятое место.
В ноябре Кудерметова сыграла на Итоговом турнире. В паре с Элизе Мертенс на групповом этапе были обыграны Людмила Киченок и Елена Остапенко, Беатрис Хаддад Майя и Анна Данилина, Габриэла Дабровски и Гильяна Ольмос. Выйдя в плей-офф с первого места они попали на пару Дезире Кравчик и Деми Схюрс и разгромили их со счётом 6:1, 6:1. В финале Кудерметова и Мертенс одержали победу над первой сеянной парой Барбора Крейчикова и Катерина Синякова со счётом 6:2, 4:6, [11-9]. Успех на Итоговом турнире принёс Кудерметовой второе место в парном рейтинге по итогам 2022 года, а в одиночном разряде она сохранила девятое место.

### 2023 год: титул WTA 500 в Токио

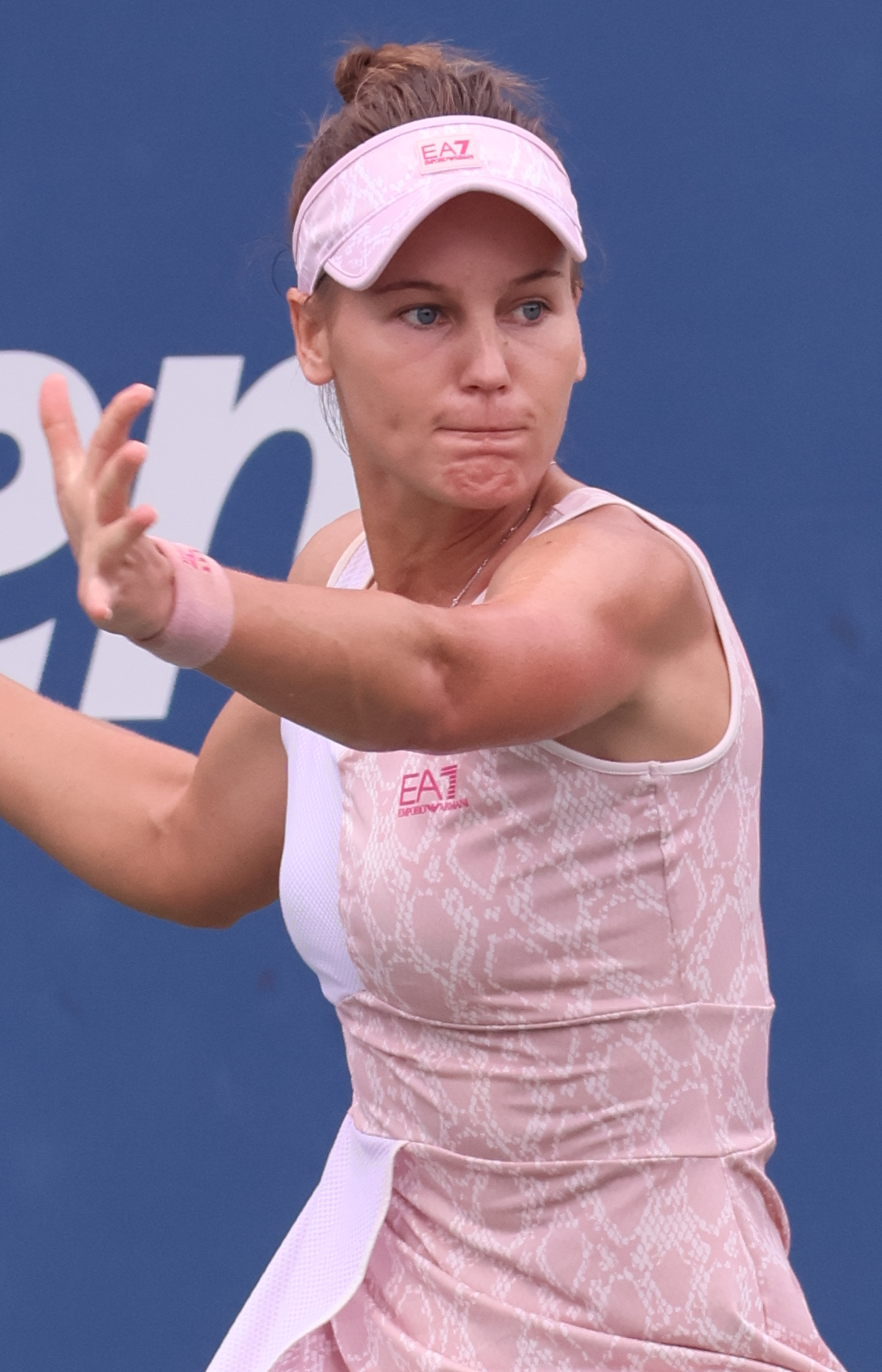
2023 год

После успешного прошлого сезона Кудерметова стартовала в 2023 году с выхода в четвертьфинал турнира в Аделаиде. На втором подряд турнире там же в Аделаиде она уже прошла в полуфинал. На Открытом чемпионате Австралии была посеяна под 9-м номером она неожиданно проиграла во втором раунде теннисистке из квалификации Кэти Волынец, которая занимала 113-е место в рейтинге.
В феврале Кудерметова в паре с другой россиянкой Людмилой Самсоновой выиграла турнир WTA 1000 в Дубае, победив в финале пару из Тайваня Латишу Чань и Чжань Хаоцин со счётом 6:4, 6:7(4) [10:1].
В мае дважды доходила до полуфиналов турниров WTA 1000 на грунте. В Мадриде Кудерметова обыграла двух теннисисток из топ-10 (Дарью Касаткину и Джессику Пегулу), но в полуфинале была разгромлена первой ракеткой мира Игой Свёнтек 1:6, 1:6. Затем в Риме в полуфинале проиграла 47-й ракетке мира Ангелине Калининой из Украины. Ранее Кудерметова за всю карьеру ни разу не доходила до стадии полуфинала на турнирах WTA 1000.
На Открытом чемпионате Франции проиграла уже в первом круге.
В июне дошла до финала турнира WTA 250 на траве в Хертогенбосе, не проиграв ни одного сета. В решающем матче уступила Екатерине Александровой 6:4, 4:6, 6:7(3). Это был первый с апреля 2022 года финал турнира WTA для Кудерметовой.
На Уимблдоне проиграла во втором круге Маркете Вондроушовой (3:6, 3:6).
На Открытом чемпионате США проиграла уже в первом круге 73-й ракетке мира Бернарде Пере 5:7, 4:6. Таким образом, за весь сезон Кудерметова ни разу не сумела пройти дальше второго круга на турнирах Большого шлема.
1 октября на турнире WTA 500 в Токио Вероника Кудерметова завоевала свой второй титул WTA в одиночном разряде, по ходу турнира обыграв первую сеянную Игу Свёнтек (6:2, 2:6, 6:4), а в финале одолев четвёртую ракетку мира Джессику Пегулу со счётом 7:5, 6:1.

### 2024—2025
На Открытом чемпионате Австралии 2025 года дошла до четвёртого раунда, обыграв двух сеянных соперниц и уступив третьей.

## Итоговое место в рейтинге WTA по годам[10]
| Год  | Одиночный рейтинг | Парный рейтинг |
| 2024 | 77                | 17             |
| 2023 | 19                | 29             |
| 2022 | 9                 | 2              |
| 2021 | 31                | 14             |
| 2020 | 46                | 24             |
| 2019 | 41                | 25             |
| 2018 | 115               | 64             |
| 2017 | 257               | 58             |
| 2016 | 210               | 107            |
| 2015 | 400               | 230            |
| 2014 | 343               | 198            |
| 2013 | 671               | 420            |
| 2012 | 715               | 887            |

## Выступления на турнирах

### Финалы турнировWTAв одиночном разряде (7)

#### Победы (2)
| Легенда:                      |
| ----------------------------- |
| Турниры Большого шлема (0+1)  |
| Олимпиада (0)                 |
| Итоговый турнир WTA (0+1)     |
| Трофей элиты (0+1)            |
| WTA 1000 (0+3)                |
| Premier / WTA 500 (2+2)       |
| International / WTA 250 (0+1) |

| Титулы по покрытиям | Титулы по месту проведения матчей турнира |
| ------------------- | ----------------------------------------- |
| Хард (1+5)          | Зал (0+2)                                 |
| Грунт (1+3)         | Зал (0+2)                                 |
| Трава (0+1)         | Открытый воздух (2+7)                     |
| Ковёр (0)           | Открытый воздух (2+7)                     |

| №  | Дата           | Турнир        | Покрытие | Соперница в финале | Счёт    |
| 1. | 11 апреля 2021 | Чарлстон, США | Грунт    | Данка Ковинич      | 6-4 6-2 |
| 2. | 1 октября 2023 | Токио, Япония | Хард     | Джессика Пегула    | 7-5 6-1 |

#### Поражения (5)
| №  | Дата            | Турнир                  | Покрытие | Соперница в финале     | Счёт           |
| 1. | 13 января 2021  | Абу-Даби, ОАЭ           | Хард     | Арина Соболенко        | 2-6 2-6        |
| 2. | 9 января 2022   | Мельбурн, Австралия     | Хард     | Симона Халеп           | 2-6 3-6        |
| 3. | 19 февраля 2022 | Дубай, ОАЭ              | Хард     | Елена Остапенко        | 0-6 4-6        |
| 4. | 24 апреля 2022  | Стамбул, Турция         | Грунт    | Анастасия Потапова     | 3-6 1-6        |
| 5. | 18 июня 2023    | Хертогенбос, Нидерланды | Трава    | Екатерина Александрова | 6-4 4-6 6-7(3) |

### Финалы турнировWTA 125иITFв одиночном разряде (9)

#### Победы (5)
| Легенда:                  |
| ------------------------- |
| WTA 125 (1+4)             |
| 100.000 USD (0+3)         |
| 80.000 (75.000) USD (0)   |
| 60.000 (50.000) USD (0+3) |
| 25.000 USD (3+8)          |
| 15.000 (10.000) USD (1+2) |

| Титулы по покрытиям | Титулы по месту проведения матчей турнира |
| ------------------- | ----------------------------------------- |
| Хард (3+11)         | Зал (1+5)                                 |
| Грунт (1+7)         | Зал (1+5)                                 |
| Трава (0)           | Открытый воздух (4+15)                    |
| Ковёр (1+2)         | Открытый воздух (4+15)                    |

| №  | Дата            | Турнир               | Покрытие   | Соперница в финале | Счёт          |
| 1. | 8 марта 2014    | Астана, Казахстан    | Хард (зал) | Ольга Дорошина     | 7-6(2) 7-6(3) |
| 2. | 16 июля 2016    | Имола, Италия        | Ковёр      | Михаэлла Крайчек   | 6-4 6-2       |
| 3. | 9 сентября 2016 | Телави, Грузия       | Грунт      | Дениз Хазанюк      | 7-5 6-4       |
| 4. | 11 марта 2018   | Иокогама, Япония     | Хард       | Хэрриет Дарт       | 6-2 6-4       |
| 5. | 16 марта 2019   | Гвадалахара, Мексика | Хард       | Мария Боузкова     | 6-2 6-0       |

#### Поражения (4)
| №  | Дата         | Турнир              | Покрытие   | Соперница в финале | Счёт              |
| 1. | 2 марта 2014 | Астана, Казахстан   | Хард (зал) | Ольга Дорошина     | 7-6(5) 4-6 6-7(6) |
| 2. | 6 июня 2015  | Андижан, Узбекистан | Хард       | Барбора Штефкова   | 5-7 3-6           |
| 3. | 28 мая 2016  | Андижан, Узбекистан | Хард       | Сабина Шарипова    | 5-7 0-6           |
| 4. | 31 июля 2016 | Астана, Казахстан   | Хард       | Алёна Сотникова    | 2-6 3-6           |

### Финалы турниров Большого шлема в парном разряде (2)

#### Победа (1)
| №  | Год  | Турнир   | Покрытие | Партнёрша     | Соперницы в финале       | Счёт        |
| 1. | 2025 | Уимблдон | Трава    | Элизе Мертенс | Се Шувэй Елена Остапенко | 3-6 6-2 6-4 |

#### Поражение (1)
| №  | Год  | Турнир   | Покрытие | Партнёрша     | Соперницы в финале     | Счёт        |
| 1. | 2021 | Уимблдон | Трава    | Елена Веснина | Элизе Мертенс Се Шувэй | 6-3 5-7 7-9 |

### Финалы итоговых турнировWTAв парном разряде (2)

#### Победы (2)
| №  | Год  | Турнир              | Покрытие   | Партнёрша           | Соперница в финале                   | Счёт           |
| 1. | 2022 | Итоговый турнир WTA | Хард (зал) | Элизе Мертенс       | Барбора Крейчикова Катерина Синякова | 6-2 4-6 [11-9] |
| 2. | 2023 | Трофей элиты        | Хард       | Беатрис Хаддад Майя | Мию Като Алдила Сутджиади            | 6-3 6-3        |

### Финалы турнировWTAв парном разряде (21)

#### Победы (9)
| №  | Дата             | Турнир              | Покрытие   | Партнёрша              | Соперницы в финале                   | Счёт              |
| 1. | 28 сентября 2019 | Ухань, Китай        | Хард       | Дуань Инъин            | Элизе Мертенс Арина Соболенко        | 7-6(3) 6-2        |
| 2. | 25 апреля 2021   | Стамбул, Турция     | Грунт      | Элизе Мертенс          | Макото Ниномия Нао Хибино            | 6-1 6-1           |
| 3. | 19 февраля 2022  | Дубай, ОАЭ          | Хард       | Элизе Мертенс          | Людмила Киченок Елена Остапенко      | 6-1 6-3           |
| 4. | 15 мая 2022      | Рим, Италия         | Грунт      | Анастасия Павлюченкова | Габриэла Дабровски Гильяна Ольмос    | 1-6 6-4 [10-7]    |
| 5. | 7 ноября 2022    | Итоговый турнир WTA | Хард (зал) | Элизе Мертенс          | Барбора Крейчикова Катерина Синякова | 6-2 4-6 [11-9]    |
| 6. | 25 февраля 2023  | Дубай, ОАЭ (2)      | Хард       | Людмила Самсонова      | Чжань Юнжань Чжань Хаоцин            | 6-4 6-7(4) [10-1] |
| 7. | 29 октября 2023  | Трофей элиты WTA    | Хард       | Беатрис Хаддад Майя    | Мию Като Алдила Сутджиади            | 6-3 6-3           |
| 8. | 21 апреля 2024   | Штутгарт, Германия  | Грунт      | Чжань Хаоцин           | Ингрид Нил Ульрикке Эйкери           | 4-6 6-3 [10-2]    |
| 9. | 13 июля 2025     | Уимблдон            | Трава      | Элизе Мертенс          | Се Шувэй Елена Остапенко             | 3-6 6-2 6-4       |

#### Поражения (12)
| №   | Дата            | Турнир                  | Покрытие | Партнёрша         | Соперницы в финале                     | Счёт                |
| 1.  | 7 апреля 2019   | Чарлстон, США           | Грунт    | Ирина Хромачёва   | Анна-Лена Грёнефельд Алиция Росольская | 6-7(7) 2-6          |
| 2.  | 14 апреля 2019  | Лугано, Швейцария       | Грунт    | Галина Воскобоева | Сорана Кырстя Кристина-Андрея Миту     | 6-1 2-6 [8-10]      |
| 3.  | 10 июля 2021    | Уимблдон                | Трава    | Елена Веснина     | Элизе Мертенс Се Шувэй                 | 6-3 5-7 7-9         |
| 4.  | 16 октября 2021 | Индиан-Уэлс, США        | Хард     | Елена Рыбакина    | Элизе Мертенс Се Шувэй                 | 6-7(1) 3-6          |
| 5.  | 25 февраля 2022 | Доха, Катар             | Хард     | Элизе Мертенс     | Кори Гауфф Джессика Пегула             | 6-3 5-7 [5-10]      |
| 6.  | 3 апреля 2022   | Майами, США             | Хард     | Элизе Мертенс     | Вера Звонарёва Лаура Зигемунд          | 6-7(3) 5-7          |
| 7.  | 11 июня 2022    | Хертогенбос, Нидерланды | Трава    | Элизе Мертенс     | Тамара Зиданшек Эллен Перес            | 3-6 7-5 [10-12]     |
| 8.  | 23 июня 2024    | Берлин, Германия        | Трава    | Чжань Хаоцин      | Ван Синьюй Чжэн Сайсай                 | 2-6 5-7             |
| 9.  | 29 июня 2024    | Бад-Хомбург, Германия   | Трава    | Чжань Хаоцин      | Николь Мелихар-Мартинес Эллен Перес    | 6-4 3-6 [8-10]      |
| 10. | 6 октября 2024  | Пекин, Китай            | Хард     | Чжань Хаоцин      | Жасмин Паолини Сара Эррани             | 4-6 4-6             |
| 11. | 4 мая 2025      | Мадрид, Испания         | Грунт    | Элизе Мертенс     | Анна Калинская Сорана Кырстя           | 7-6(10) 2-6 [10-12] |
| 12. | 18 мая 2025     | Рим, Италия             | Грунт    | Элизе Мертенс     | Жасмин Паолини Сара Эррани             | 4-6 5-7             |

### Финалы турнировWTA 125иITFв парном разряде (31)

#### Победы (20)
| №   | Дата             | Турнир                  | Покрытие    | Партнёрша            | Соперницы в финале                     | Счёт              |
| 1.  | 29 июня 2013     | Шымкент, Казахстан      | Грунт       | Маргарита Лазарева   | Екатерина Губанова Дарья Лодикова      | 6-4 6-2           |
| 2.  | 18 августа 2013  | Казань, Россия          | Хард        | Евгения Родина       | Александра Артамонова Мартина Борецкая | 5-7 6-0 [10-8]    |
| 3.  | 3 мая 2014       | Андижан, Узбекистан     | Хард        | Альбина Хабибулина   | Полина Монова Яна Сизикова             | 6-4 7-6(5)        |
| 4.  | 14 сентября 2014 | Москва, Россия          | Грунт       | Ксения Кнолль        | Александра Артамонова Полина Монова    | 7-6(10) 7-5       |
| 5.  | 9 августа 2015   | Москва, Россия          | Грунт       | Натела Дзаламидзе    | Александра Корашвили Валерия Страхова  | 6-3 6-3           |
| 6.  | 13 ноября 2015   | Минск, Беларусь         | Хард (зал)  | Башак Эрайдын        | Анастасия Фролова Екатерина Яшина      | 6-3 6-1           |
| 7.  | 15 января 2016   | Дейтона-Бич, США        | Грунт       | Натела Дзаламидзе    | Шэрон Фичмен Кэрол Чжао                | 6-4 6-3           |
| 8.  | 8 апреля 2016    | Карши, Узбекистан       | Хард        | Натела Дзаламидзе    | Ксения Лыкина Полина Монова            | 4-6 6-4 [10-7]    |
| 9.  | 24 июня 2016     | Москва, Россия          | Грунт       | Натела Дзаламидзе    | Анна Моргина Анна Познихиренко         | 6-1 6-2           |
| 10. | 30 июля 2016     | Астана, Казахстан       | Хард        | Натела Дзаламидзе    | Полина Монова Яна Сизикова             | 6-2 6-3           |
| 11. | 8 сентября 2016  | Телави, Грузия          | Грунт       | Натела Дзаламидзе    | Татия Микадзе София Шапатава           | 6-4 6-2           |
| 12. | 29 октября 2016  | Лючжоу, Китай           | Хард        | Александра Поспелова | Жаклин Како Сабина Шарипова            | 6-2 6-4           |
| 13. | 19 ноября 2016   | Тайбэй, Тайвань         | Ковёр (зал) | Натела Дзаламидзе    | Чжан Кайчжэнь Чжуан Цзяжун             | 4-6 6-3 [10-5]    |
| 14. | 14 апреля 2017   | Стамбул, Турция         | Хард        | Ипек Сойлу           | Ксения Лыкина Полина Монова            | 4-6 7-5 [11-9]    |
| 15. | 10 июня 2017     | Марсель, Франция        | Грунт       | Натела Дзаламидзе    | Далма Галфи Далила Якупович            | 7-6(5) 6-4        |
| 16. | 22 июля 2017     | Астана, Казахстан       | Хард        | Натела Дзаламидзе    | Исалин Бонавентюре Наоми Броуди        | 6-2 6-0           |
| 17. | 22 сентября 2017 | Санкт-Петербург, Россия | Хард (зал)  | Анна Блинкова        | Белинда Бенчич Михаэла Гончова         | 6-3 6-1           |
| 18. | 19 ноября 2017   | Тайбэй, Тайвань         | Ковёр (зал) | Арина Соболенко      | Моника Адамчак Наоми Броуди            | 2-6 7-6(5) [10-6] |
| 19. | 4 ноября 2018    | Мумбаи, Индия           | Хард        | Натела Дзаламидзе    | Бибиана Схофс Барбора Штефкова         | 6-4 7-6(4)        |
| 20. | 11 ноября 2018   | Лимож, Франция          | Хард (зал)  | Галина Воскобоева    | Тимея Бачински Вера Звонарёва          | 7-5 6-4           |

#### Поражения (11)
| №   | Дата            | Турнир                  | Покрытие   | Партнёрша          | Соперницы в финале                        | Счёт              |
| 1.  | 23 июня 2013    | Ленцерхайде, Швейцария  | Грунт      | Диана Марцинкевич  | Белинда Бенчич Катерина Синякова          | 0-6 2-6           |
| 2.  | 23 февраля 2014 | Москва, Россия          | Хард (зал) | Светлана Пироженко | Валентина Ивахненко Катерина Козлова      | 6-7(6) 4-6        |
| 3.  | 20 апреля 2014  | Карши, Узбекистан       | Хард       | Екатерина Бычкова  | Анастасия Васильева Альбина Хабибулина    | 6-2 5-7 [4-10]    |
| 4.  | 6 июля 2014     | Мидделбург, Нидерланды  | Грунт      | Евгения Родина     | Бернисе ван де Велде Ангелика ван дер Мет | 6-7(4) 6-3 [5-10] |
| 5.  | 21 февраля 2015 | Москва, Россия          | Хард (зал) | Натела Дзаламидзе  | Анастасия Васильева Лидия Морозова        | 4-6 4-6           |
| 6.  | 6 июня 2015     | Андижан, Узбекистан     | Хард       | Ксения Лыкина      | Нигина Абдураимова Хироко Кувата          | 6-4 6-7(5) [9-11] |
| 7.  | 13 июня 2015    | Наманган, Узбекистан    | Хард       | Ксения Лыкина      | Анастасия Комардина Юлия Терзийская       | 6-7(2) 5-7        |
| 8.  | 21 августа 2015 | Санкт-Петербург, Россия | Грунт      | Натела Дзаламидзе  | Каролина Даниэльс Лидия Морозова          | 4-6 6-4 [6-10]    |
| 9.  | 23 января 2016  | Уэсли-Чепел, США        | Грунт      | Натела Дзаламидзе  | Наталья Вихлянцева Ингрид Нил             | 6-4 6-7(4) [6-10] |
| 10. | 19 февраля 2016 | Нью-Дели, Индия         | Хард       | Натела Дзаламидзе  | Ли Ясюань Сюй Цзинвэнь                    | 0-6 6-0 [6-10]    |
| 11. | 3 июня 2016     | Наманган, Узбекистан    | Хард       | Тереза Михаликова  | Ксения Лыкина Полина Монова               | 6-3 3-6 [5-10]    |

### Финалы командных турниров (1)

#### Победа (1)
| №  | Год  | Турнир                | Команда                                                                             | Соперник в финале                                       | Счёт |
| 1. | 2021 | Кубок Билли Джин Кинг | Россия Е. Александрова, Д. Касаткина, В. Кудерметова, А. Павлюченкова, Л. Самсонова | Швейцария Б. Бенчич, В. Голубич, Дж. Тайхман, Ш. Фёгеле | 2-0  |

## История выступлений на турнирах
По состоянию на 14 июля 2025 года
Для того, чтобы предотвратить неразбериху и удваивание счета, информация в этой таблице корректируется только по окончании участия там данного игрока.
| Турниры Большого шлема       |               |               |               |               |               |               |               |       |       |        |       |
| Открытый чемпионат Австралии | К             | -             | 1Р            | 1Р            | 3Р            | 3Р            | 2Р            | 1Р    | 4Р    | 0 / 7  | 8-7   |
| Открытый чемпионат Франции   | К             | К             | 3Р            | 2Р            | 2Р            | 1/4           | 1Р            | 1Р    | 3Р    | 0 / 7  | 10-7  |
| Уимблдонский турнир          | К             | К             | 2Р            | НП            | 1Р            | О             | 2Р            | 1Р    | 2Р    | 0 / 5  | 3-5   |
| Открытый чемпионат США       | К             | К             | 1Р            | 1Р            | 1Р            | 4Р            | 1Р            | 1Р    |       | 0 / 6  | 3-6   |
| Итог                         | 0 / 0         | 0 / 0         | 0 / 4         | 0 / 3         | 0 / 4         | 0 / 3         | 0 / 4         | 0 / 4 | 0 / 3 | 0 / 25 |       |
| В/П в сезоне                 | 0-0           | 0-0           | 3-4           | 1-3           | 3-4           | 9-3           | 2-4           | 0-4   | 6-3   |        | 24-25 |
| Итоговые турниры             |               |               |               |               |               |               |               |       |       |        |       |
| Трофей элиты                 | -             | -             | -             | Не проводился | Не проводился | Не проводился | Гр            | НП    | НП    | 0 / 1  | 1-1   |
| Олимпийские игры             |               |               |               |               |               |               |               |       |       |        |       |
| Летняя олимпиада             | Не проводился | Не проводился | Не проводился | Не проводился | 1Р            | НП            | НП            | -     | НП    | 0 / 1  | 0-1   |
| Турниры WTA 1000             |               |               |               |               |               |               |               |       |       |        |       |
| Доха                         | ОС            | -             | ОС            | 2Р            | ОС            | 1Р            | ОС            | 1Р    | 1Р    | 0 / 4  | 1-4   |
| Дубай                        | -             | ОС            | -             | ОС            | 2Р            | ОС            | 1Р            | 2Р    | 2Р    | 0 / 4  | 3-4   |
| Индиан-Уэлс                  | -             | -             | К             | НП            | 3Р            | 1/4           | 3Р            | 3Р    | 1Р    | 0 / 6  | 6-5   |
| Майами                       | -             | -             | К             | НП            | 3Р            | 4Р            | 2Р            | 2Р    | 2Р    | 0 / 6  | 4-5   |
| Мадрид                       | -             | -             | К             | НП            | 3Р            | 1Р            | 1/2           | 2Р    | 3Р    | 0 / 6  | 8-5   |
| Рим                          | -             | -             | К             | 1Р            | 3Р            | 1Р            | 1/2           | 2Р    | 3Р    | 0 / 7  | 8-6   |
| Монреаль / Торонто           | -             | -             | -             | НП            | 2Р            | 1Р            | -             | -     |       | 0 / 2  | 1-2   |
| Нью-Йорк / Цинциннати        | -             | -             | 2Р            | 3Р            | 2Р            | 3Р            | 1Р            | -     |       | 0 / 5  | 5-5   |
| Пекин                        | -             | -             | 1Р            | Не проводился | Не проводился | Не проводился | 3Р            | 3Р    |       | 0 / 3  | 2-3   |
| Гвадалахара                  | Не проводился | Не проводился | Не проводился | Не проводился | Не проводился | 1/4           | 3Р            | ОС    | ОС    | 0 / 2  | 3-2   |
| Ухань                        | -             | -             | 3Р            | Не проводился | Не проводился | Не проводился | Не проводился | 2Р    |       | 0 / 2  | 3-2   |
| Итог                         | 0 / 0         | 0 / 0         | 0 / 7         | 0 / 3         | 0 / 7         | 0 / 8         | 0 / 8         | 0 / 8 | 0 / 6 | 0 / 47 |       |
| В/П в сезоне                 | 0-0           | 0-0           | 3-3           | 3-3           | 9-7           | 8-8           | 11-8          | 4-8   | 6-6   |        | 44-43 |

| Турнир                       | 2017          | 2018          | 2019          | 2020          | 2021          | 2022          | 2023          | 2024  | 2025  | Итог   | В/П за карьеру |
| ---------------------------- | ------------- | ------------- | ------------- | ------------- | ------------- | ------------- | ------------- | ----- | ----- | ------ | -------------- |
| Турниры Большого шлема       |               |               |               |               |               |               |               |       |       |        |                |
| Открытый чемпионат Австралии | -             | 1Р            | 2Р            | 3Р            | 1Р            | 1/2           | 1Р            | 2Р    | 2Р    | 0 / 8  | 9-7            |
| Открытый чемпионат Франции   | 1Р            | 1Р            | 1Р            | 3Р            | 1Р            | 3Р            | 1/4           | 3Р    | 1/4   | 0 / 9  | 12-9           |
| Уимблдонский турнир          | 2Р            | 2Р            | 1Р            | НП            | Ф             | О             | -             | 3Р    | П     | 1 / 6  | 14-5           |
| Открытый чемпионат США       | 1Р            | 1Р            | 1Р            | 1/2           | 3Р            | 2Р            | 2Р            | 1/2   |       | 0 / 8  | 11-7           |
| Итог                         | 0 / 3         | 0 / 4         | 0 / 4         | 0 / 3         | 0 / 4         | 0 / 3         | 0 / 3         | 0 / 4 | 1 / 3 | 1 / 31 |                |
| В/П в сезоне                 | 1-3           | 1-4           | 1-4           | 8-3           | 7-4           | 7-2           | 4-3           | 9-3   | 9-2   |        | 46-28          |
| Итоговые турниры             |               |               |               |               |               |               |               |       |       |        |                |
| Итоговый чемпионат           | -             | -             | -             | НП            | -             | П             | -             | 1/2   |       | 1 / 2  | 7-2            |
| Трофей элиты                 | -             | -             | -             | Не проводился | Не проводился | Не проводился | П             | НП    | НП    | 1 / 1  | 3-0            |
| Олимпийские игры             |               |               |               |               |               |               |               |       |       |        |                |
| Летняя олимпиада             | Не проводился | Не проводился | Не проводился | Не проводился | 1/2           | НП            | НП            | -     | НП    | 0 / 1  | 3-2            |
| Турниры WTA 1000             |               |               |               |               |               |               |               |       |       |        |                |
| Доха                         | ОС            | 2Р            | ОС            | 2Р            | ОС            | Ф             | ОС            | 1Р    | 1/4   | 0 / 5  | 7-4            |
| Дубай                        | 1Р            | ОС            | 1Р            | ОС            | 1/2           | ОС            | П             | 1Р    | 1Р    | 1 / 6  | 8-5            |
| Индиан-Уэлс                  | -             | -             | 1Р            | НП            | Ф             | 1Р            | 1Р            | 1Р    | 2Р    | 0 / 6  | 5-6            |
| Майами                       | -             | -             | 2Р            | НП            | 2Р            | Ф             | 2Р            | 1Р    | 1Р    | 0 / 6  | 7-6            |
| Мадрид                       | -             | -             | 1/2           | НП            | 2Р            | -             | 1Р            | 2Р    | Ф     | 0 / 5  | 8-5            |
| Рим                          | -             | -             | 2Р            | 1/4           | 1/4           | П             | 1Р            | 2Р    | Ф     | 1 / 7  | 15-5           |
| Торонто / Монреаль           | -             | -             | -             | НП            | 1/2           | 2Р            | -             | -     |       | 0 / 2  | 3-2            |
| Нью-Йорк / Цинциннати        | -             | -             | 1Р            | 1/4           | 2Р            | 1/2           | -             | -     |       | 0 / 4  | 5-4            |
| Пекин                        | -             | -             | 1Р            | Не проводился | Не проводился | Не проводился | 1/4           | Ф     |       | 0 / 3  | 5-3            |
| Гвадалахара                  | Не проводился | Не проводился | Не проводился | Не проводился | Не проводился | 1/4           | 2Р            | ОС    | ОС    | 0 / 2  | 2-0            |
| Ухань                        | -             | -             | П             | Не проводился | Не проводился | Не проводился | Не проводился | 1/4   |       | 1 / 2  | 6-1            |
| Итог                         | 0 / 1         | 0 / 1         | 1 / 8         | 0 / 3         | 0 / 7         | 1 / 7         | 1 / 7         | 0 / 8 | 0 / 6 | 3 / 48 |                |
| В/П в сезоне                 | 0-1           | 1-1           | 9-7           | 5-3           | 14-7          | 15-5          | 9-5           | 7-7   | 11-5  |        | 71-41          |